# Francesc de Xetmar i de Juià
Francesc de Xetmar i de Juià (Medinyà, 1430 - Banyoles, 1 de setembre de 1503) abat del monestir de Sant Esteve de Banyoles (1460-1503).
Fill de Ramon de Xetmar i de la Tallada i de Francesca de Juià, El seu oncle fou Arnau Ramon de Xetmar i de Tallada, Gran castellà d'Amposta. Els Xetmar tenien relació amb el monestir banyolí i alguns del seus membres foren monjos cambrers : Ramon (1345), Bernat (1490-1504), Ramon (1527-1559) o Gabriel de Xetmar (1560-1567).
El 14 de novembre de 1460 surt citat per primera vegada com a abat de Banyoles. El 1463 durant la primera guerra dels Remences va ser detingut en la Bastida de Borgonyà per la cavalleria del rei de Castellà i comte de Barcelona, Enric IV, els banyolins van haver de pagar el seu rescat de 200 florins, venent les joies de Santa Maria dels Turers. El 1465 va ser nomenat administrador de l'abadia de Sant Pere de Besalú pel rei Joan II, l'any següent, per elecció dels seus monjos va ser escollit abat (1466-1471). En la segona guerra dels Remences va excomunicar els qui es negaren a pagar les prestacions feudals, d'acord amb els bisbes. El 1480 va ser arrestat a Barcelona i li van prohibir sortir de la ciutat. Va consentir als jurats banyolins la llicència de fer gramalles verdes (el color verd era el color de l'abadia) i portar-les pel dia de Pasqua. El gener de 1481 se li va aixecar la prohibició.
Va morir a Banyoles, el 1 de desembre de 1503, i va ser sepultat a la capella de Sant Miquel.
Va assistir a les Corts de Perpinyà-Barcelona dels anys 1473-1479, a les de Barcelona els anys 1480, 1485, 1493 i 1503 i a la de Tortosa l'any 1495. Va ser nomenat president de la Congregació Benedictina Tarraconense els anys 1479-1482, 1490-1493 i 1500-1503, confessor de les monges de Sant Daniel i de les de Puel·les els anys 1490-1493.